# Darcetina
Darcetina is een geslacht van vlinders van de familie uilen (Noctuidae), uit de onderfamilie Agaristinae.

## Soorten
- D. particolor Dyar, 1914
- D. sublata Walker, 1864